# فرنسيون آسيويون
يعد الآسيويون في فرنسا أو الفرنسيون من الأصول الآسيوية إمّا مقيمون أجانب، أو مواطنون ولكن من أصول ذات طبيعة آسيوية. تعود الأصول الآسيوية للمواطنين الفرنسيين إلى المستعمرات الفرنسية التي أقيمت في آسيا في فترات سابقة والتي تشمل مستعمرات في (فيتنام، لاوس، كمبوديا) أو الصين. المجموعات العرقية الآسيوية الأخرى الموجودة في فرنسا، تتضمن: آسيا الجنوبية ،اليابان، وكوريا.
على الرغم من تعريف المسبق للآسيويين في فرنسا بأنهم ذو أصول آسيوية إلّا أنهم يختلفوا عن الآسيويين في الشرق الأوسط ويعتبر بأنهم مجموعة منفصلة عنهم؛ وذلك لوجود اختلافات كبيرة في الثقافة والتكوين العِرقي لدى الفرنسيين في آسيا ومقارنة بالآسيويين في الشرق الأوسط، بالإضافة للاختلاف في العلاقات العِرقية بين المجموعة الآسيوية في فرنسا مقارنة بالمجموعة العامة من الشعب الفرنسي.

## حسب البلد

### الكمبوديون
في فرنسا السكان من العِرق الخميري -أو ما يطلق عليه "Khmers" -
-ويرتبط هذا العِرق بإحدى المناطق في كمبوديا- والموجودين في فرنسا، قُدّر عددهم بحوالي 80.000 مقيم في عام 2011 ميلادي، وهو ما يشكل تجمع من أكبر التجمعات التي تضم الكمبوديون في الشتات.يعود وجود الكمبوديون في فرنسا إلى ما قبل الحرب الفيتنامية، وأزمة اللاجئين الهندية الصينية، على نقيض من ذلك ما حدث في المجتمعات النظيرة في أمريكا الشمالية وأستراليا.بداية الهجرة الكمبودية إلى فرنسا تعود في فتراتها المبكرة إلى المنتصف الأخير من القرن التاسع عشر، وذلك عندما أصبحت فرنسا الملجئ للمواطيين القادمين من كمبوديا. المهاجرون الأوائل كانوا من طبقة النخبة والتي تضم إلى حد كبير  : الطلاب والعُمّال.وفي النصف الآخير من القرن العشرين، حدثت اضطرابات شديدة بين الهند الصينية مما دفع معظم الكمبوديين إلى اللجوء إلى فرنسا. وكان وصولهم متأخراً عن المهاجرين الآخرين من الهند الصينية. وعلى الرغم من أن بعض الكمبوديين تمكنوا من الاستيلاء على الخمير الحمر "Khmer Rouge - في كمبوديا- بمساعدة فرنسية عام 1975، ولكن المفاجأة كانت وصول تدفق أكثر بكثير في الثمانينات ؛كان ذلك نتيجة انهيار النظام ونهاية الإبادة الجماعية في كمبوديا.

### الصينيون في فرنسا
يشكل الصينيون واحدة من أكبر التجمعات الآسيوية في فرنسا، حيث بلغ عدد المقيمين حوالي 600,000 مقيم تقريباً في عام 2010. المهاجرون الصينيون الأوائل كانوا عبارة عن تجّار، يتجارون بالجلود والسيراميك الصيني، وتعود نشأة هذه التجارة إلى منطقة ونتشو الصينية وتحديدا إلى أوائل القرن العشرين.خلال الحرب العالمية الأولى، قامت الإمبراطورية الفرنسية بتجنيد بضعة آلالاف من العمال الصينيين؛ وذلك لمساعدة الإمبراطورية في الحرب في ميتروبوليتان الفرنسية، وللقيام  بالمهام المكلفة إليهم، مثل : العمل بمستودعات الذخيرة، أو الموانئ، وإصلاح السكك الحديدية والطرق. بعد انتهاء الحرب  تبقى عدد قليل من الصينيين في فرنسا، واستقر عدد كبير منهم في الحين الصيني الذي أنشأه تجار وينزونس "Wenzhounese(منطقة تنسب إلى الصين )، والتي تشكل أساس الجالية الصينية في فرنسا. لم تتوقف الهجرة الصينية بعد ذلك بل استمرت بشكل هادئ خلال ثلاثينيات وأربيعينيات القرن الماضي، حيث وصل بعض الطلاب والتجار إلى وجهتهم الأولى باريس. وبعد الحرب الفيتنامية، وصل تدفق أكبر بكثير من العرق الصيني إلى فرنسا، وذلك نتيجة الاضطهاد الشديد من قبل الحكومة الشيوعية الجديدة للعِرقيين الصينيين في عام 1957، وكان ذلك مرافقاً لتدفق كبير من منطقة ونتشو الصينية. الدائرة الثالثة عشر في باريس والتي تدعى "Quartier Asiatique وهي أكبر وأهم تجمع للسكان الآسيويين في المدينة، فيما مضى كان الحي الصيني عِرقياً، لكنه أصبح أكبر وأهم مجموعة عرقية وآسيوية في الحي وذلك بعد انسجام المجتمع الصيني السابق بالمجتمع الفرنسي. يستضيف حي بيليفايل "Belleville" في باريس المجتمع الصيني كما يستضيف أيضاً الحي الصيني التاريخي -الذي أسسه تجار وينزنونس- تجمعاً مهماً في الدائرة الثالثة بباريس.

### اللاوييون في فرنسا
يُقدر أعداد اللايويين في فرنسا بما يتراوح بين 100.000و 200.000 مقيم بحسب عام 2017. يعد مجتمع لاوس في فرنسا من أكثر  التجمعات التي تضم اللاويين في دول الخارج، حيث تواجد هذا المجتمع منذ أواخر القرن التاسع عشر، وذلك عندما أصبحت فرنسا هي المحمية والملجئ للاويين.[12]
أثناء سيطرة الحكم الفرنسي، وصل عدد من الطلاب والعمال اللاويون إلى فرنسا، ولكن تم إعادة توطين بعضهم بشكل دائم. عدد أكبر بكثير من اللاويين وصلوا فور انتهاء الحرب الأهلية في لاوس ( وهي واجهة لحرب فيتنام الكبرى ) وإثر الاستيلاء الشيوعي على وطنهم.انسجم المجتمع اللاوي بشكل كبير جدا مع المجتمع الفرنسي، مما أدى إلى ارتفاع فائق جداً في الإنجازات على المستويين  الاقتصادي والتعليمي، وخاصة لدى المواليد الفرنسية الحديثة لاوية الأصل.

### الفيتناميون في فرنسا
يشكل الفيتناميون أكثر المجموعات الآسيوية رسوخاً في فرنسا، وجود الفيتناميين في فرنسا يعود إلى بداية الاستعمار الفرنسي في فيتنام في النصف الأخير من القرن التاسع عشر. حيث قُدر عدد سكان المجتمع الفيتنامي في فرنسا بحوالي 300.000 مقيم في عام 2012، ويعد ثاني أكبر تجمع للفيتناميين خارج آسيا. خلال الفترة الاستعمارية، كان هناك تمثيل للطلاب الفيتناميين في فرنسا، بالإضافة للعمال المحترفين وأصحاب الياقات الزرقاء، مع بقاء عدد كبير منهم ممن هو مستقر بشكل دائم. بعد الاستقلال الفيتنامي، قام عدد من الفيتناميين المواليين للحكومة الاستعمارية الفرنسية بالهجرة إلى فرنسا. على أية حال، كان العدد الأكبر من الفيتناميين قد وصل إلى فرنسا كلاجئيين بعد سقوط سايغون (عاصمة الجنوب الفيتنامي)، ونهاية الحرب الفيتنامية في عام 1975. الجالية الفيتنامية في فرنسا هي واحدة من أنجح التجمعات في دول خارج آسيا، حيث تتمتع بمستوى عالٍ من الاندماج والنجاح في الصعيد المتعلق بالدخل، والصعيد الأكاديمي. هذه الإنجازات وصلت إلى وسائل الإعلام، حيث يعتبر السياسيون الفيتناميون في فرنسا أقلية نموذجية.